# Wilhelm Heinrich Hoffman

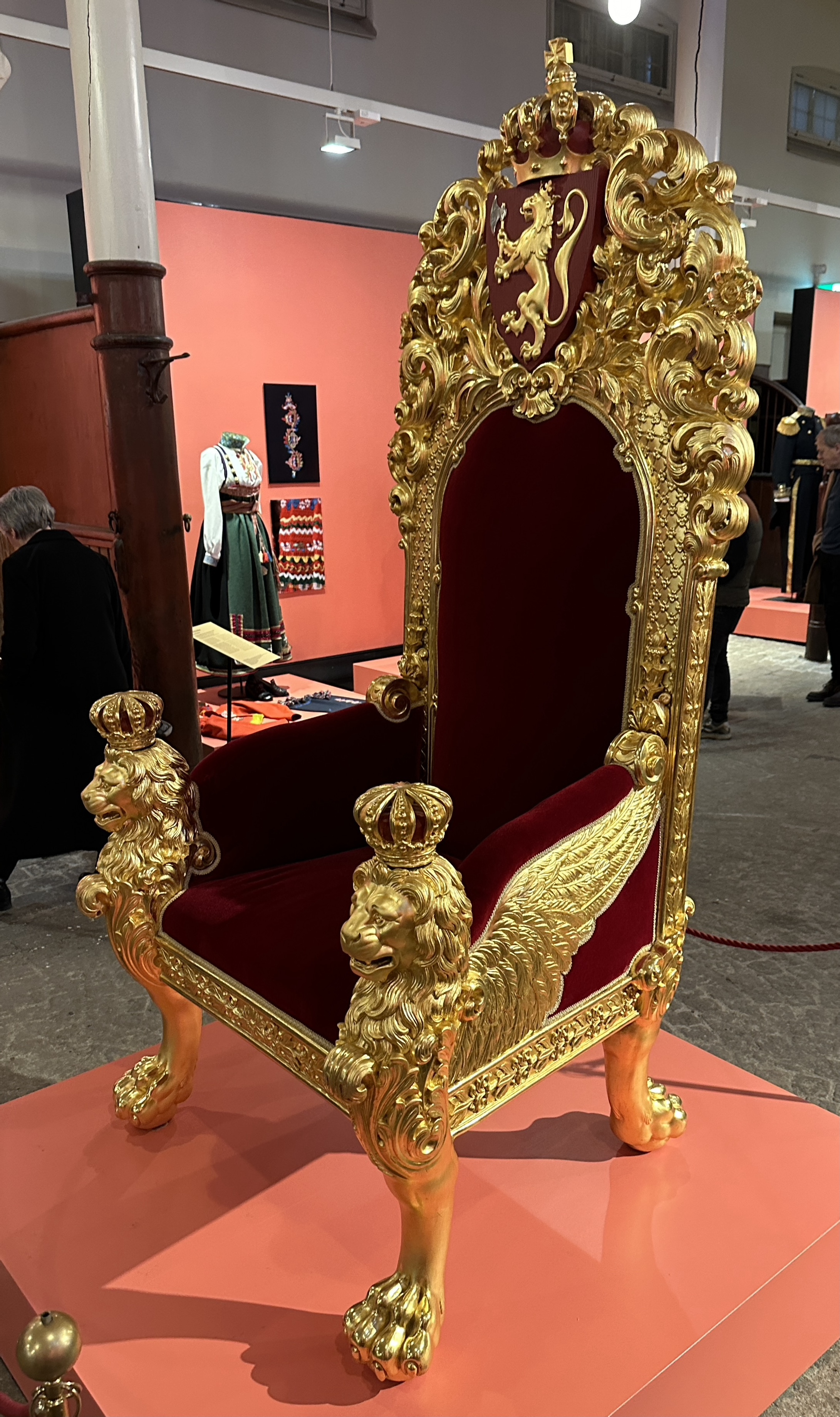
Den förgyllda tronstolen i Stortinget, den lagstiftande församlingen i Norge, är troligen snidad av Hoffman cirka 1847. Norges riksvapen lades till år 1906.

Wilhelm Heinrich Hoffman, född 26 mars 1813 i Bremen, död 5 december 1864 i Stockholm, var en tysk-svensk ornamentbildhuggare.
Han var gift med Emelie Conradine Walther samt far till Wilhelm Hoffman. Han värvades 1842 från Braunschweig för att utföra ornamentbildhuggeri på Stockholms slott. Tillsammans med Carl Ahlborn utförde han modellerna för gjutjärnskandelabrarna på Lejonbacken. Han utförde flera takrosetter, kassettfyllningar, balusterdockor och troféornament för Vita havet, Skära salongen, Spegelsalongen samt de olika ordensrummen. Till hans större arbeten hör tronen som användes vid Oscar I kröning i Trondheim 1847.